# Налитово
Налитово — деревня в составе Валгусского сельского поселения Инзенского района Ульяновской области.

## География
Находится у реки Пенаурка на расстоянии примерно 21 километр на северо-запад по прямой от районного центра города Инза.

## История
Налитово относится к числу древнейших населённых пунктов Инзенского края. По одной из версий, существовавших в дореволюционной литературе, основателем заштатного города Котякова на реке Суре был мордвин Котяк, житель Налитово. Но эта версия неликвидна, так как село Налитово (ныне  Пуркаево) было основано ранее. Скорее всего деревня Налитово основана переселенцами из села Налитово и основатель Котяково тоже был из этого же села.
В 1883 г. в деревне Налитово насчитывалось 84 двора, проживало 255 мужчин и 269 женщин. 
В 1891 г. была открыта школа грамоты. 
В 1900 г. насчитывалось 92 двора, проживало 296 мужчин и 327 женщин.
В 1913 году в селе был 121 двор и 806 жителей, церковь и школа. В 1990-е годы работало отделение СПК «Аксаурский».
В настоящее время деревня нежилая. Близ бывшей деревни находятся: корпоративная турбаза «Налитово» (ОАО ПФ «Инзенский ДОЗ»). Искусственный пруд, лес, развитая инфраструктура создают все необходимые условия для отдыха, рыбалки, охоты, сбора грибов и ягод.

## Население
| 2010 |
| ---- |
| 0    |

Население составляло 9 человека в 2002 году (мордва 100 %), 0 по переписи 2010 года.